# Hersheypark
Hersheypark est un parc d'attractions situé à Hershey, en Pennsylvanie.
Ouvert en 1907 comme parc de loisirs pour les employés de la Hershey Chocolate Company, une compagnie américaine d'agro-alimentaire. Plus tard, la compagnie décida de l’ouvrir au public. Aujourd’hui le parc étendu sur 450 000 m2 contient plus de 60 attractions.
L’entrée au parc inclut celle du zoo adjacent, le ZooAmerica.
Également à côté se trouve Hershey’s Chocolate World, un centre contenant des boutiques, des restaurants et des attractions sur le thème du chocolat et les produits de la marque.

## Histoire

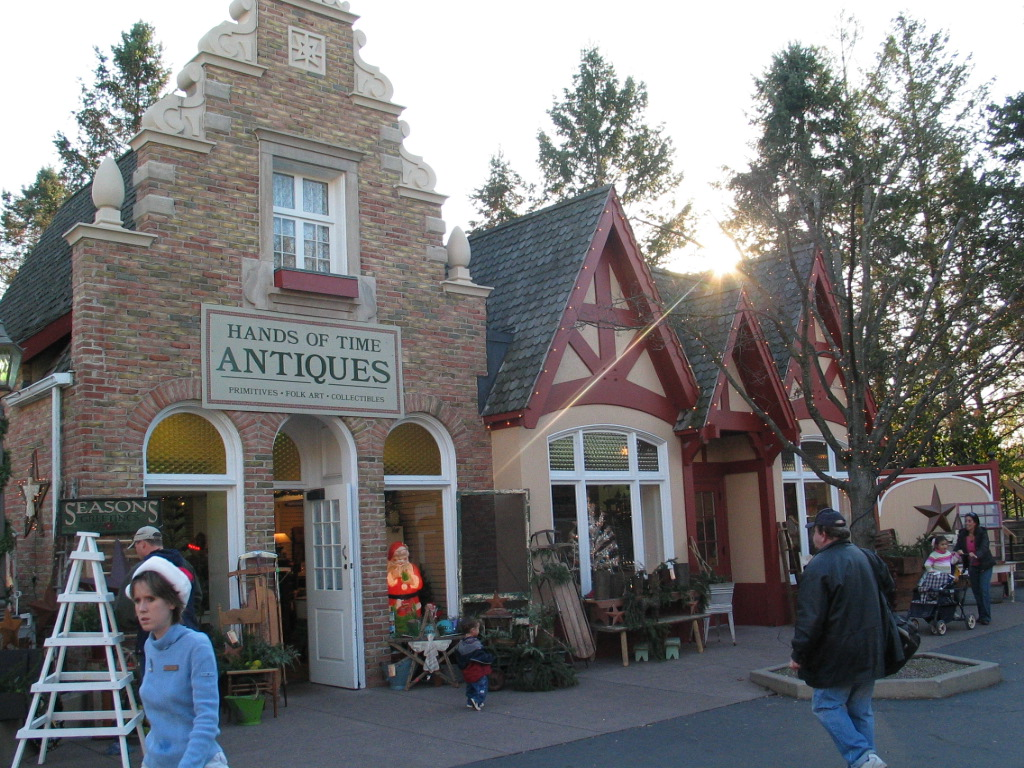

En 1903, Milton S. Hershey, fondateur de la Hershey Chocolate Company repère un site qui pourrait accueillir son parc. Hersheypark ouvre le 24 avril 1907. Le lieu possède un superbe paysage, idéal pour pique niquer, faire du bateau et du canyonning.
Un carrousel est installé et inauguré le 4 juillet 1908. Un amphithéâtre de 1 500 places est ensuite construit. En 1909, le parc subit une expansion avec l’ajout d’un court de tennis, de deux pistes de bowling, une galerie de photographie…
De nombreuses structures furent construites entre 1913 et 1923. Une nouvelle salle de conférence (devenu aujourd'hui le musée Hershey), un pavillon de danse, le Hershey Park Cafe et le Hershay zoo.
Un plan de développement prévu sur 5 ans débute en 1971 et est orchestré par Randall Duell. Le but est de convertir le parc régional en parc d’attraction d’envergure nommé Hersheypark. Le système de paiement change à ce moment avec l’instauration d’une caisse d’entrée. Auparavant, chaque attraction se payait individuellement.
Les premières montagnes russes avec un looping de la côte Est des États-Unis, Sooperdooperlooper, ouvrent le 4 juillet 1977.
Le 27 septembre 2007, Hershey a annoncé l'arrivée de nouvelles montagnes russes du nom de Fahrenheit. Son inauguration s'est déroulée le jour de Memorial Day de 2008.
Le 2 août 2011, le parc annonce sa nouveauté 2012 ; les méga montagnes russes Skyrush, construites par Intamin.

## Le parc d'attractions

### Montagnes russes

#### En fonction
| Nom                | Type                     | Constructeur                   | Année |
| ------------------ | ------------------------ | ------------------------------ | ----- |
| Candymonium        | Assises                  | Bolliger & Mabillard           | 2020  |
| Cocoa Cruiser      | Assises                  | Zamperla                       | 2014  |
| Comet              | Bois                     | Philadelphia Toboggan Coasters | 1946  |
| Fahrenheit         | Assises                  | Intamin                        | 2008  |
| Great Bear         | Inversées                | Bolliger & Mabillard           | 1998  |
| Laff Trakk         | Tournoyantes / Intérieur | Maurer Rides                   | 2015  |
| Lightning Racer    | Bois                     | Great Coasters International   | 2000  |
| Sidewinder         | Boomerang                | Vekoma                         | 1991  |
| Skyrush            | Métal / Méga             | Intamin                        | 2012  |
| Sooperdooperlooper | Métal                    | Anton Schwarzkopf              | 1977  |
| Storm Runner       | Lancées                  | Intamin                        | 2004  |
| Trailblazer        | Train de la mine         | Arrow                          | 1974  |
| Wild Mouse         | Wild Mouse               | Mack Rides                     | 1999  |
| Wildcat's Revenge  | Bois                     | Great Coasters International   | 2023  |

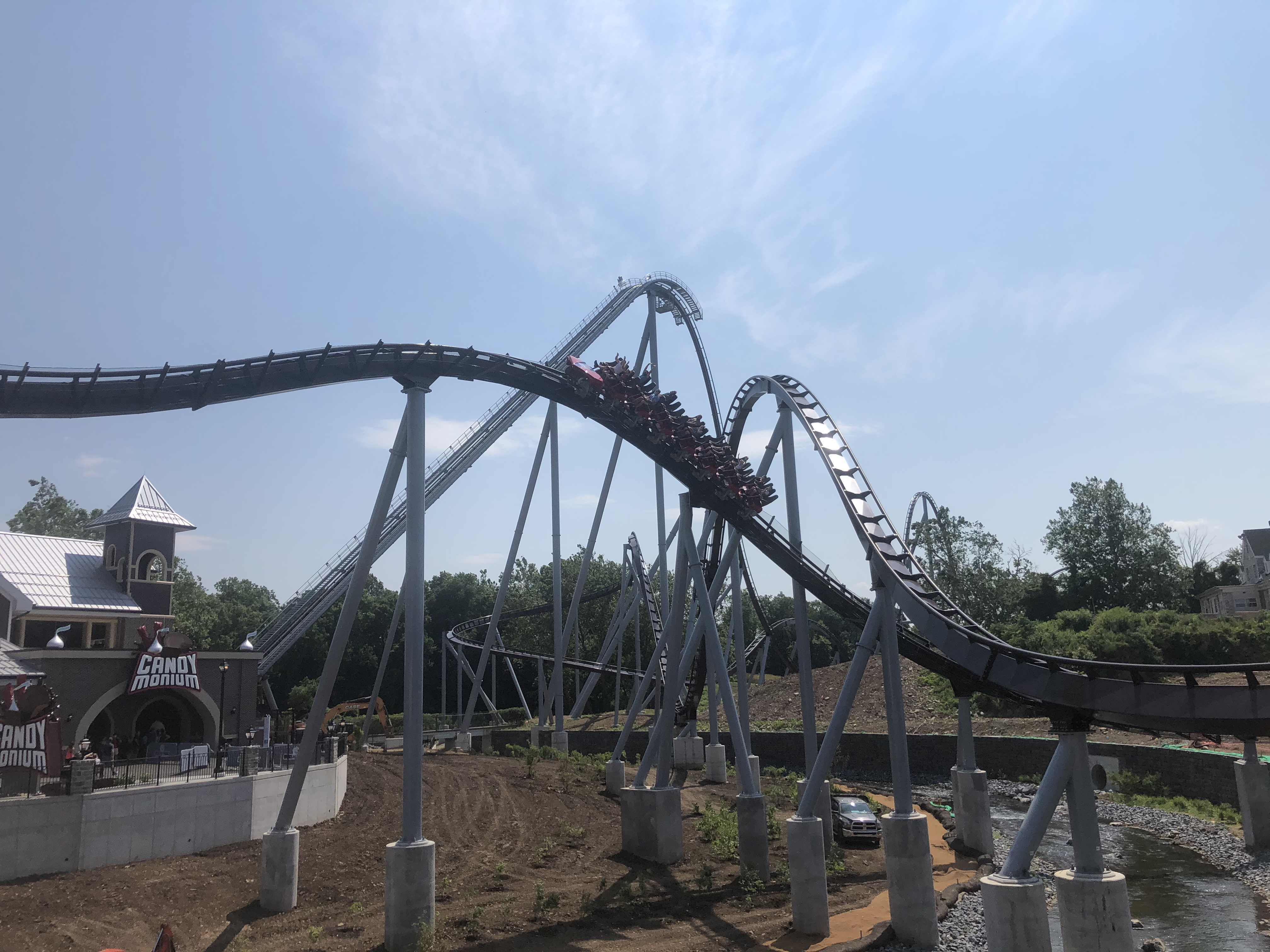
Candymonium
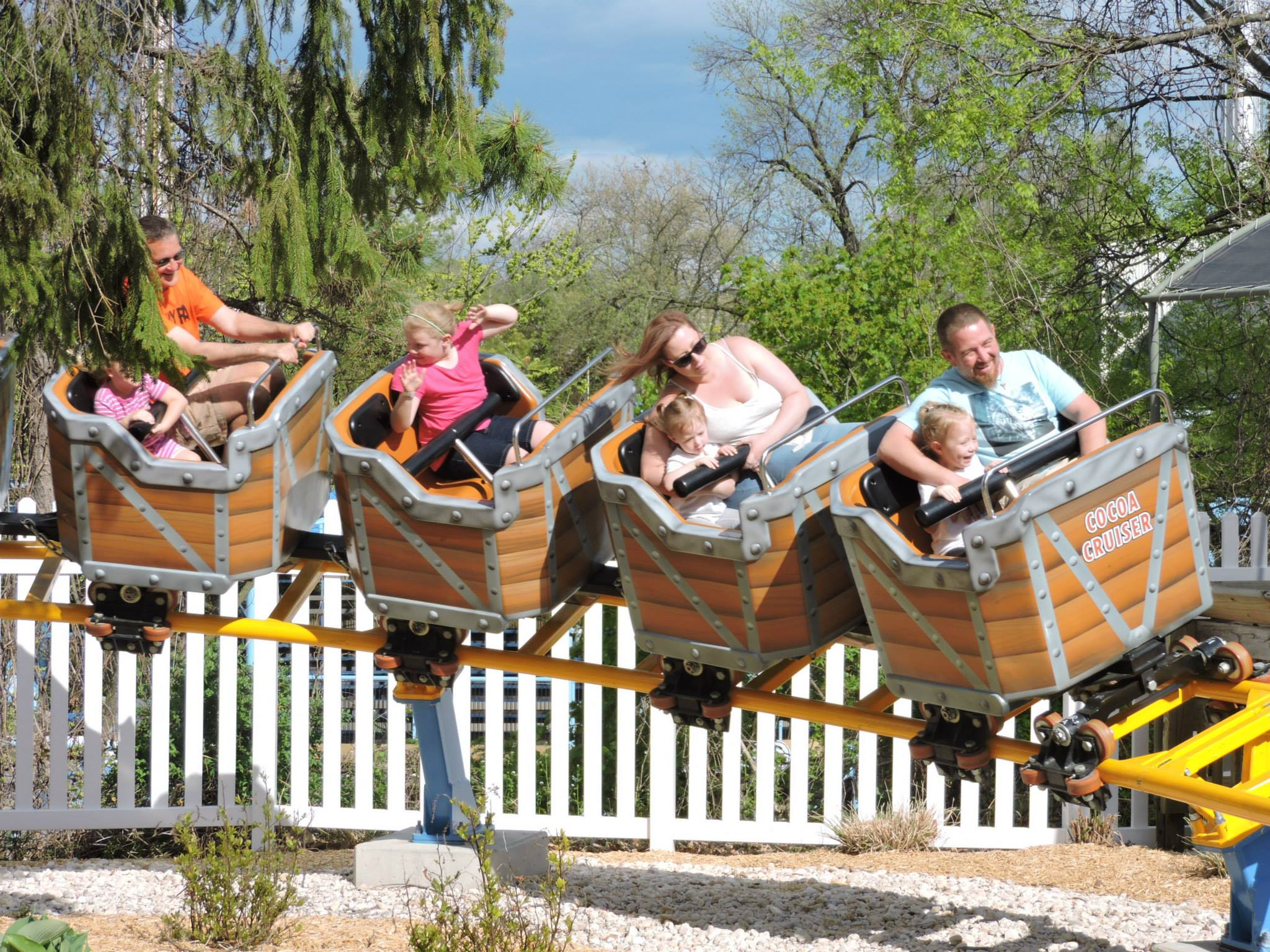
Cocoa Cruiser
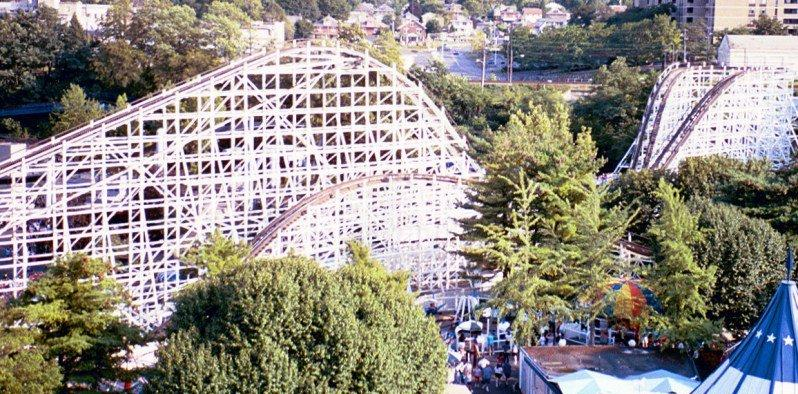
Comet
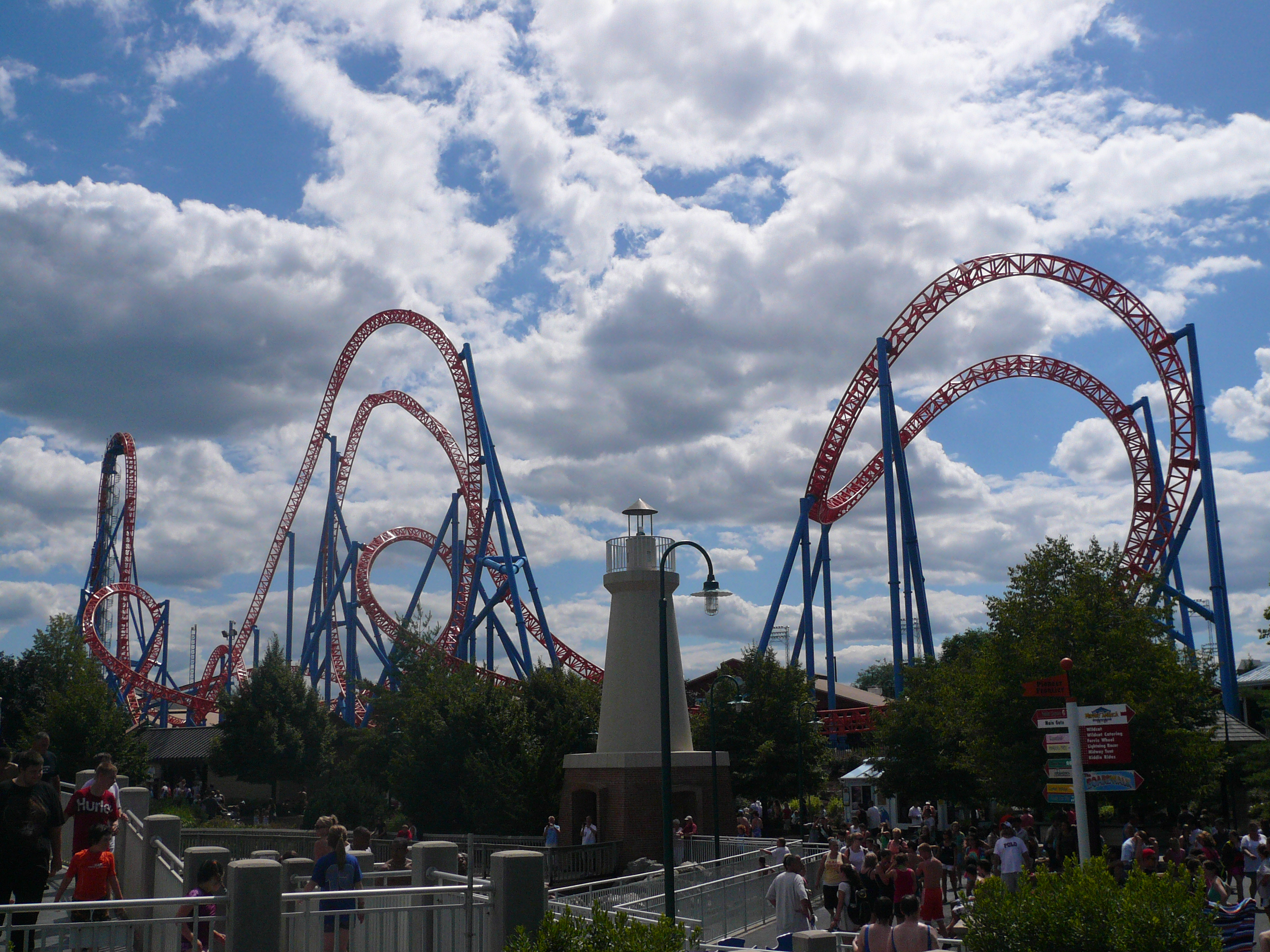
Fahrenheit
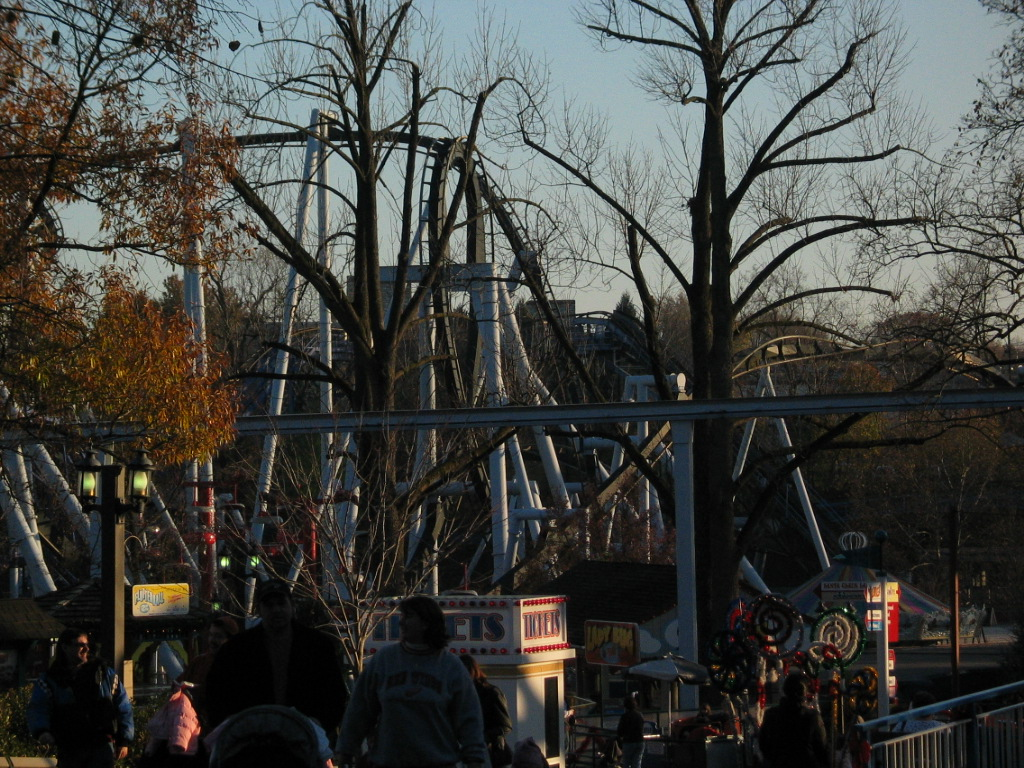
Great Bear
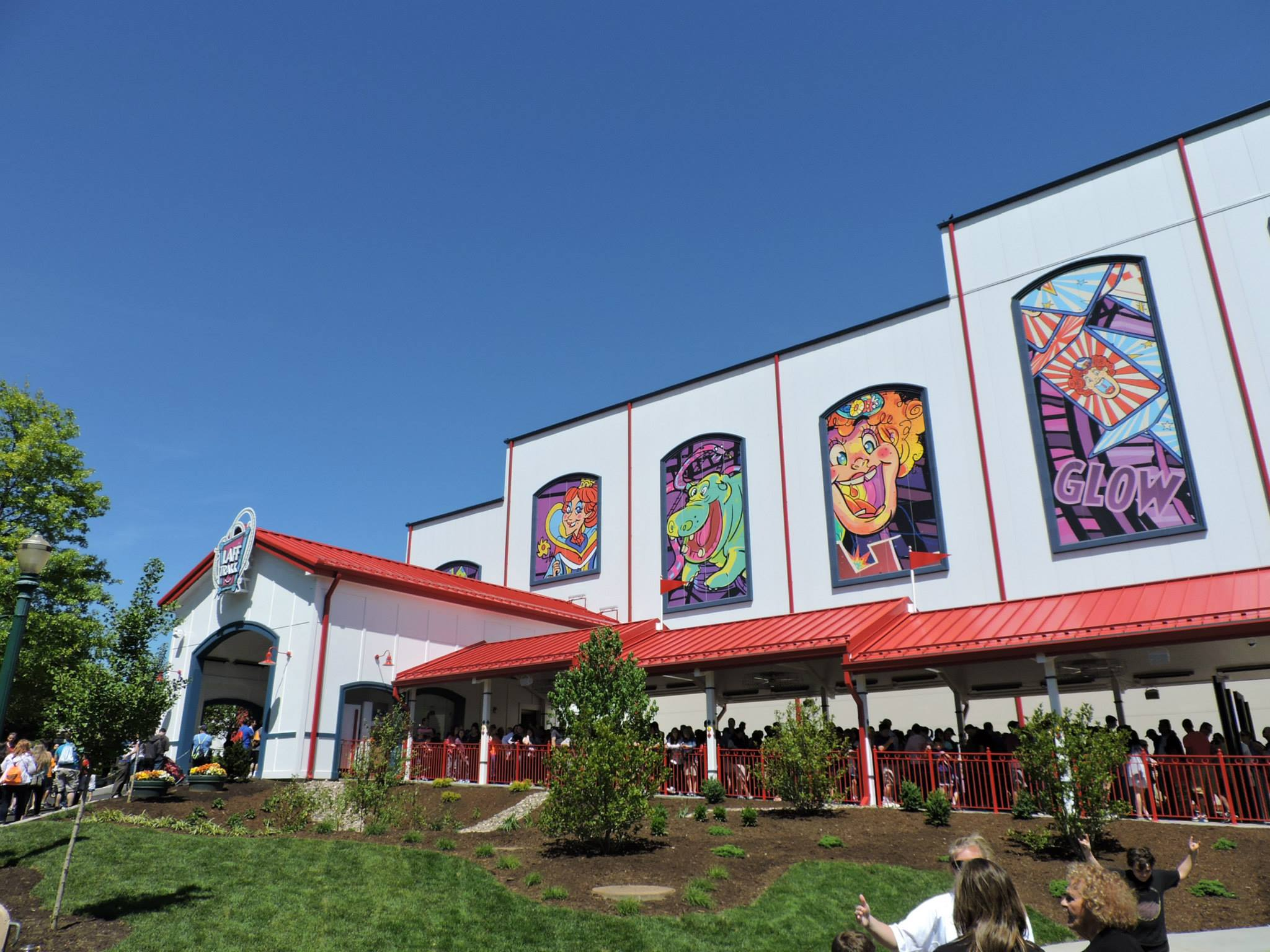
Laff Trakk
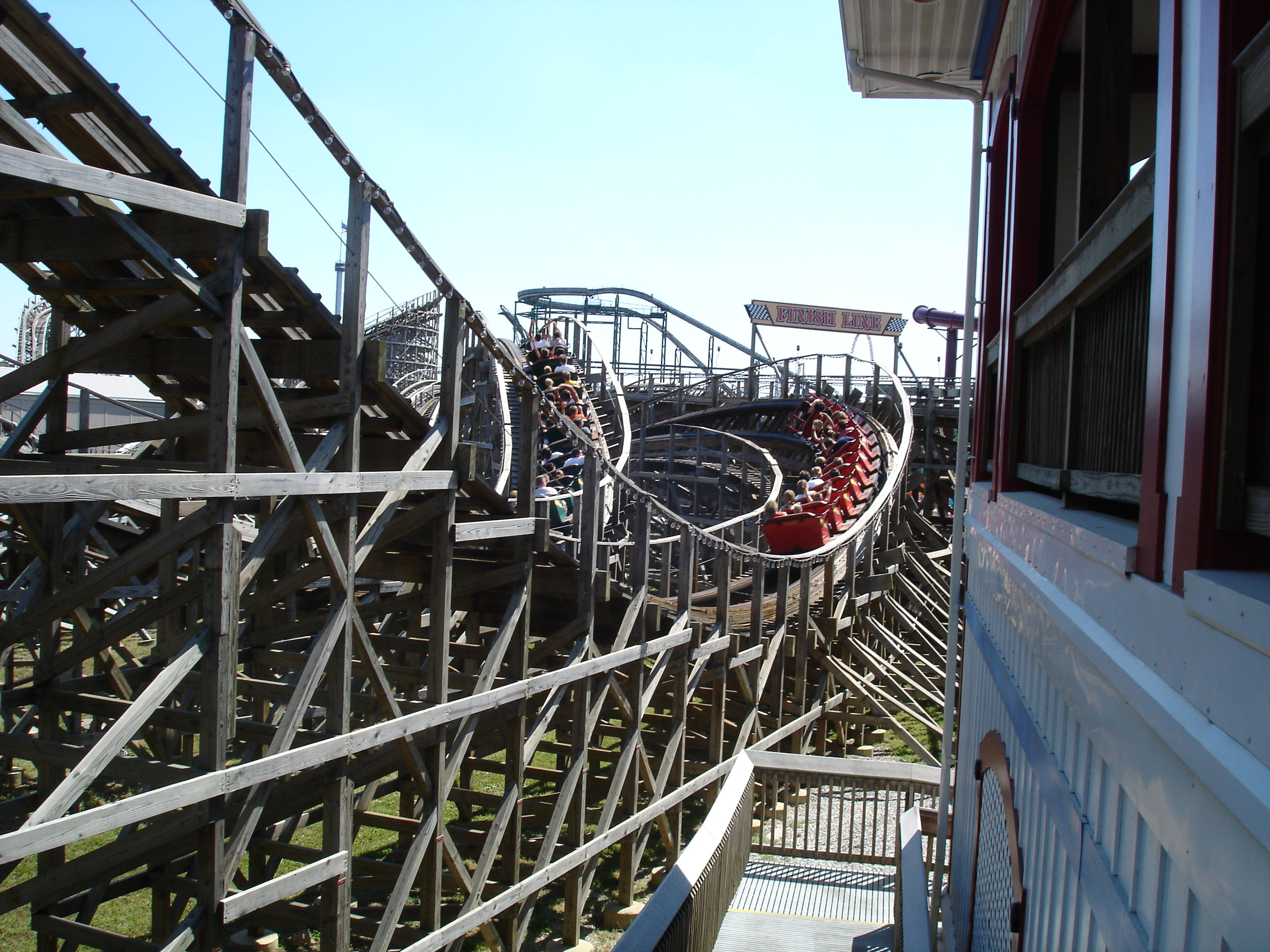
Lightning Racer
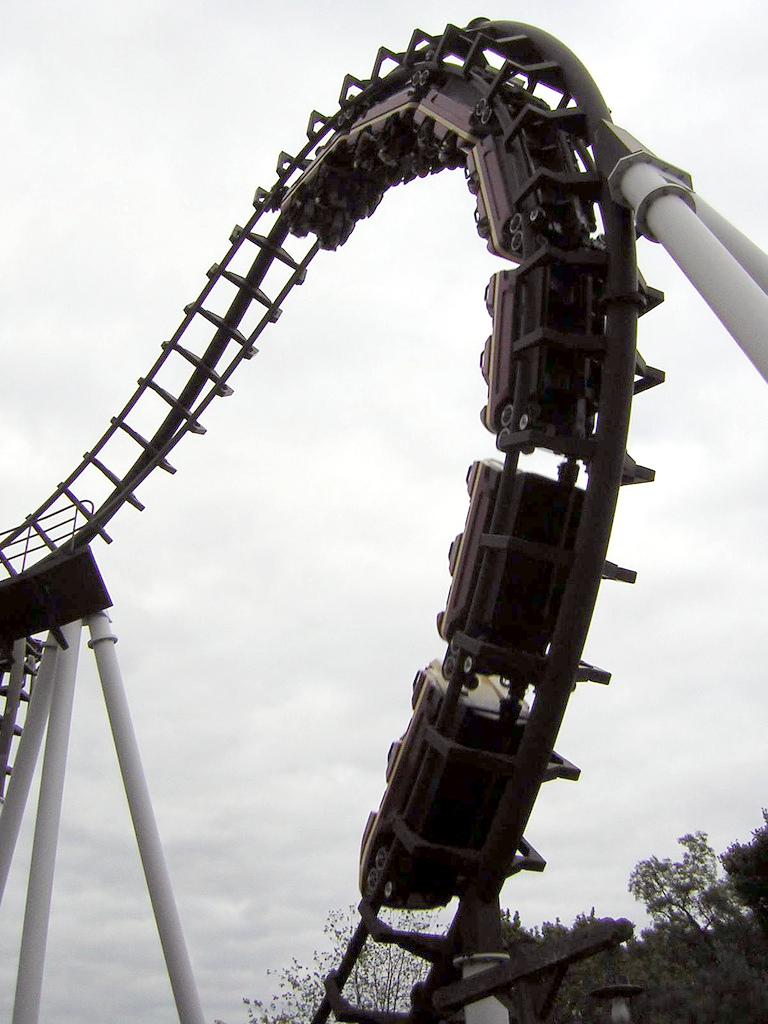
Sidewinder
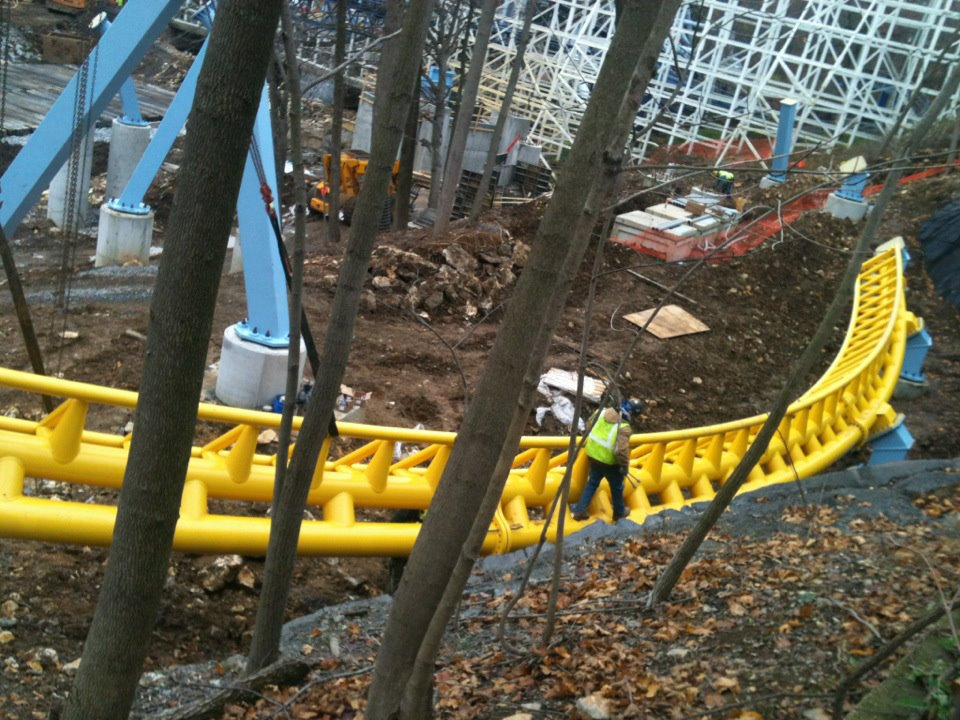
Skyrush
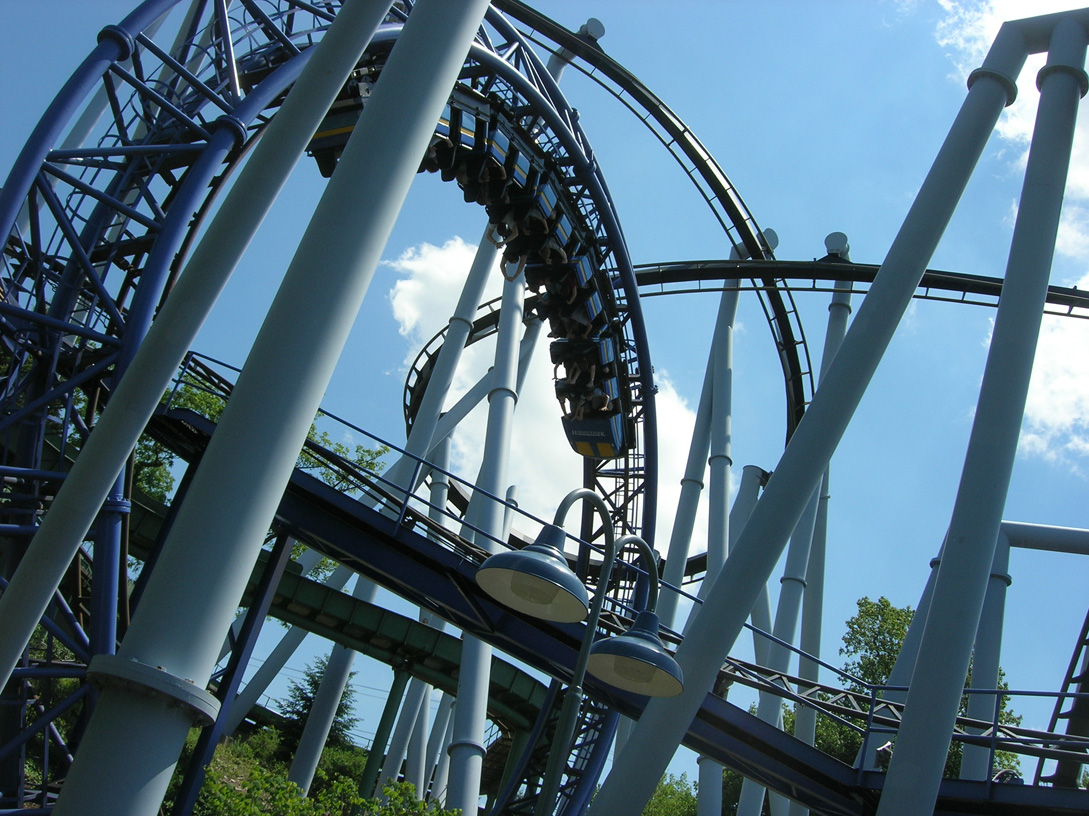
Sooperdooperlooper
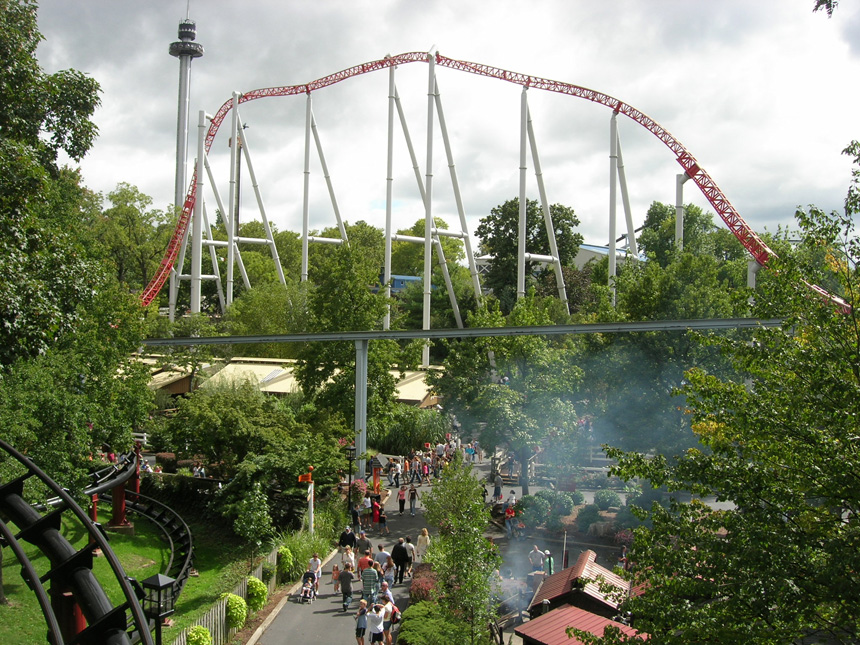
Storm Runner
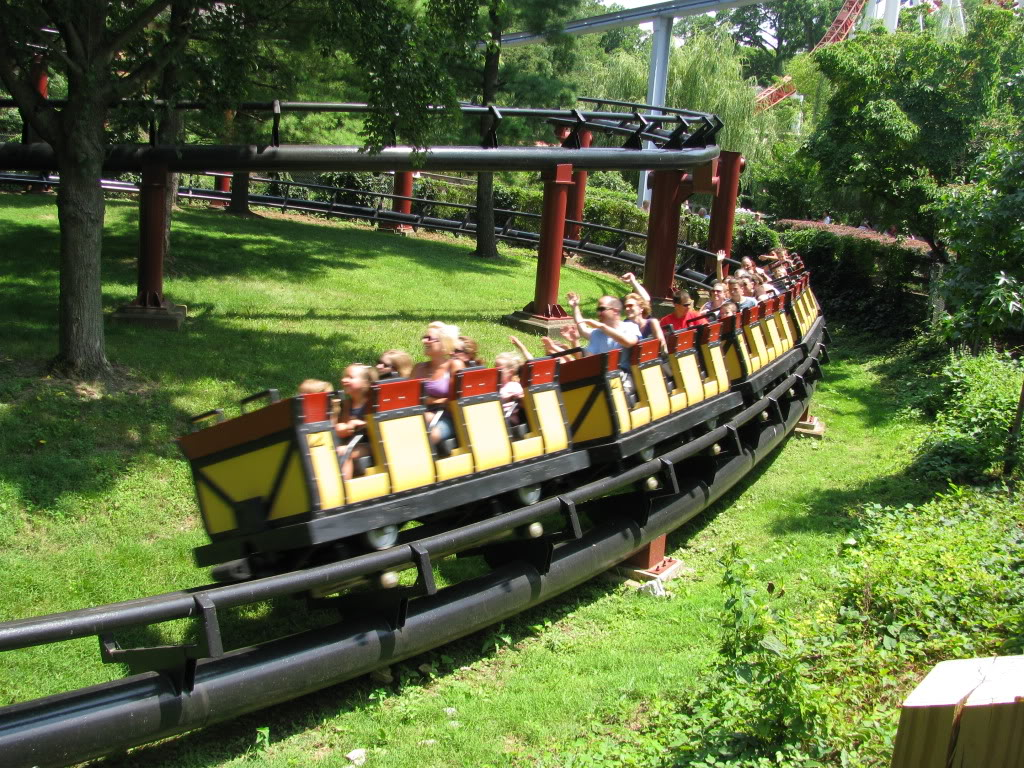
Trailblazer
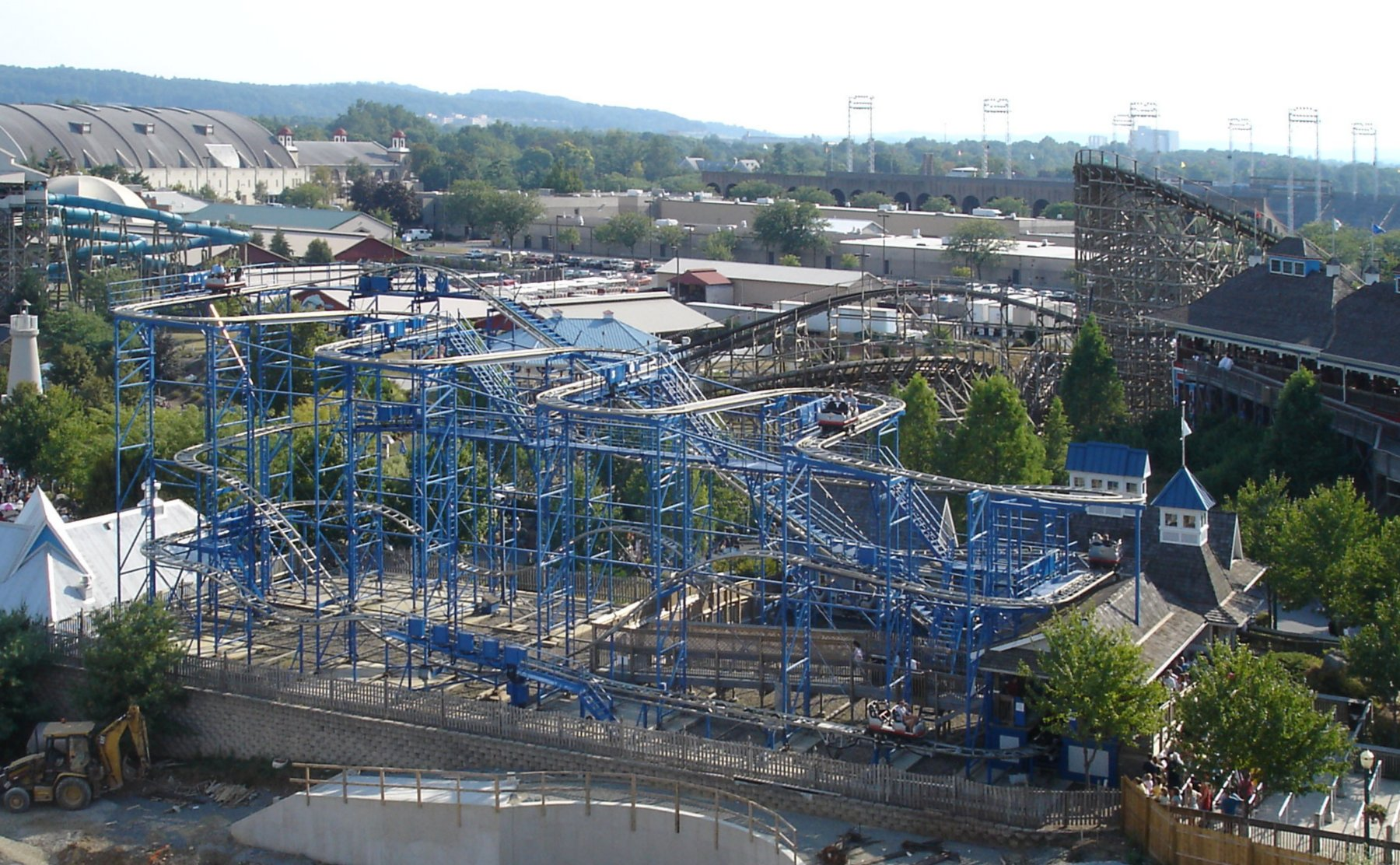
Wild Mouse
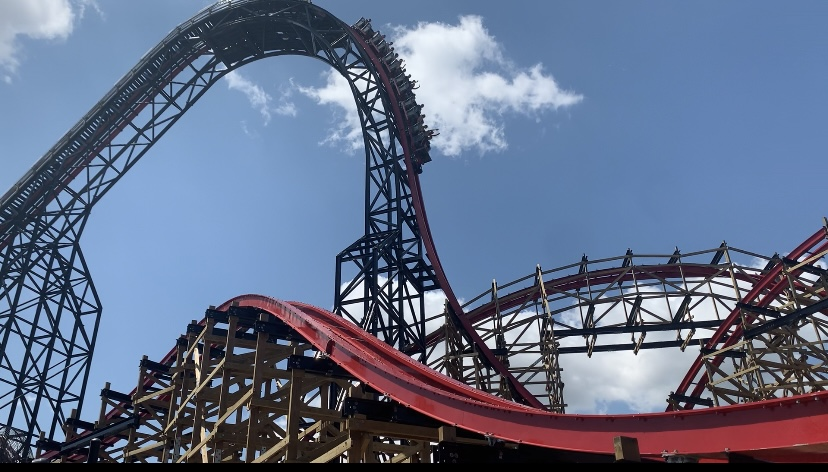
Wildcat's Revenge

#### Disparues

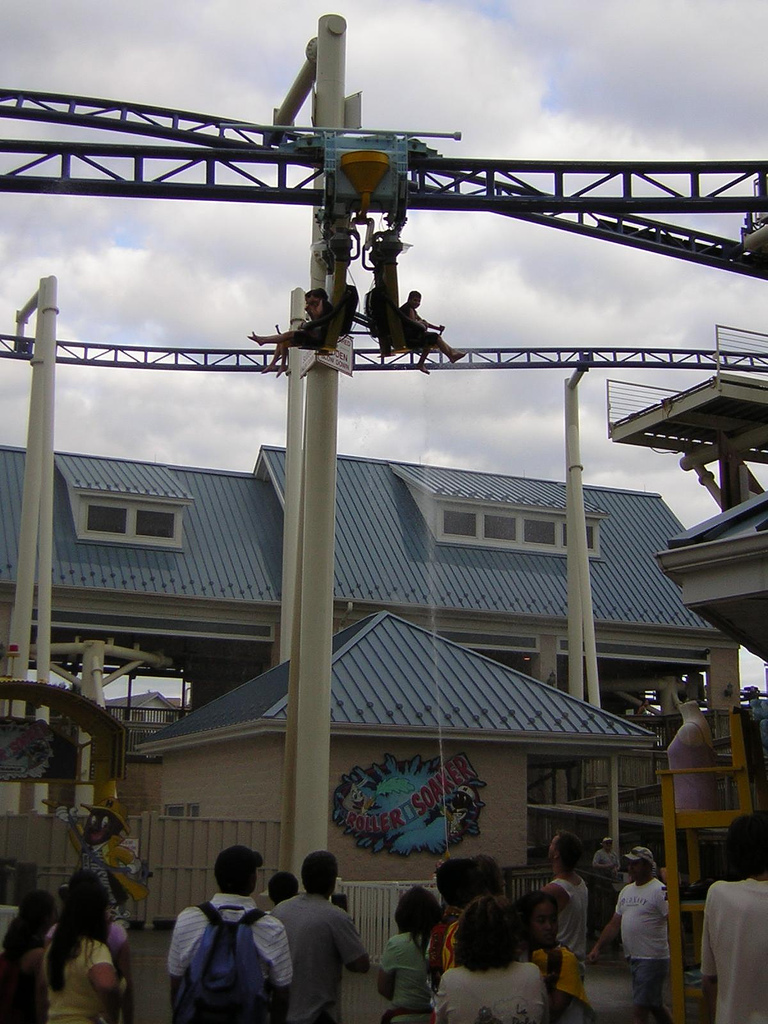
Roller Soaker

- Mini-Comet - Montagnes russes en métal junior (1974-1978), Carl Miler
- Roller Soaker - Montagnes russes à véhicules suspendus (2002-2012), Setpoint
- Twin Toboggans - Montagnes russes en métal (1972-1977), Chance Manufacturing Company, Inc.
- Wildcat - Montagnes russes en bois (16/6/1923-9/1945), Philadelphia Toboggan Coasters

### Attractions aquatiques
- Canyon River Rapids - Rivière rapide en bouée (1987), Intamin
- Coal Cracker - Bûches (1973), Arrow Dynamics

### Autres attractions

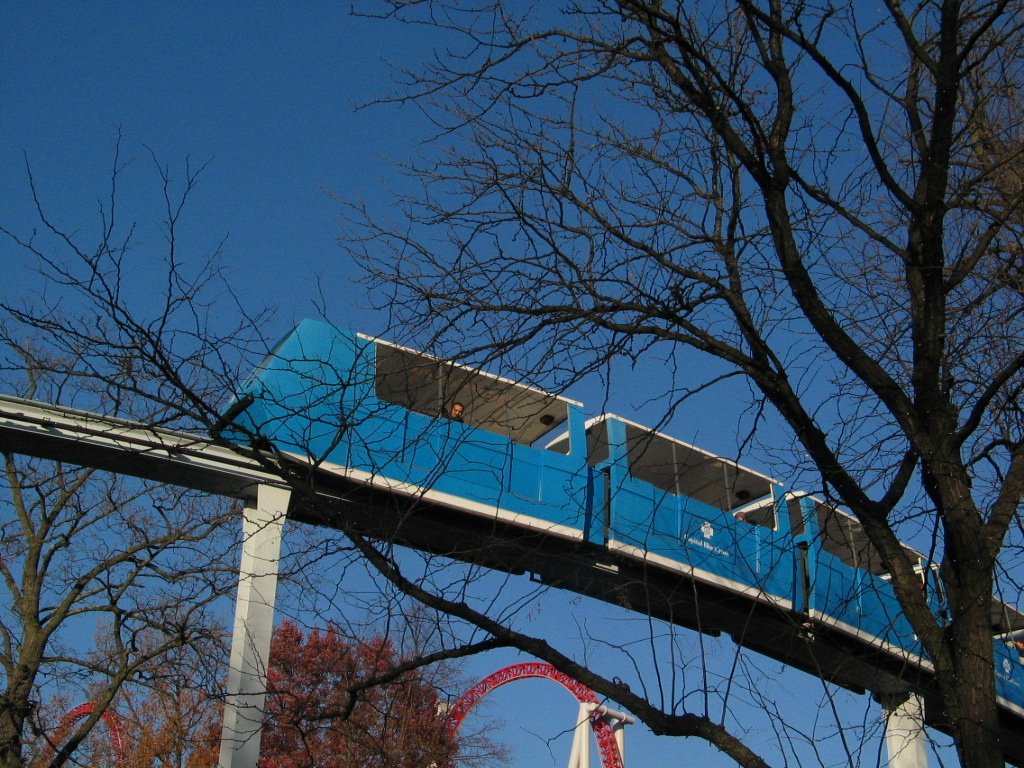
Capital BlueCross Monorail

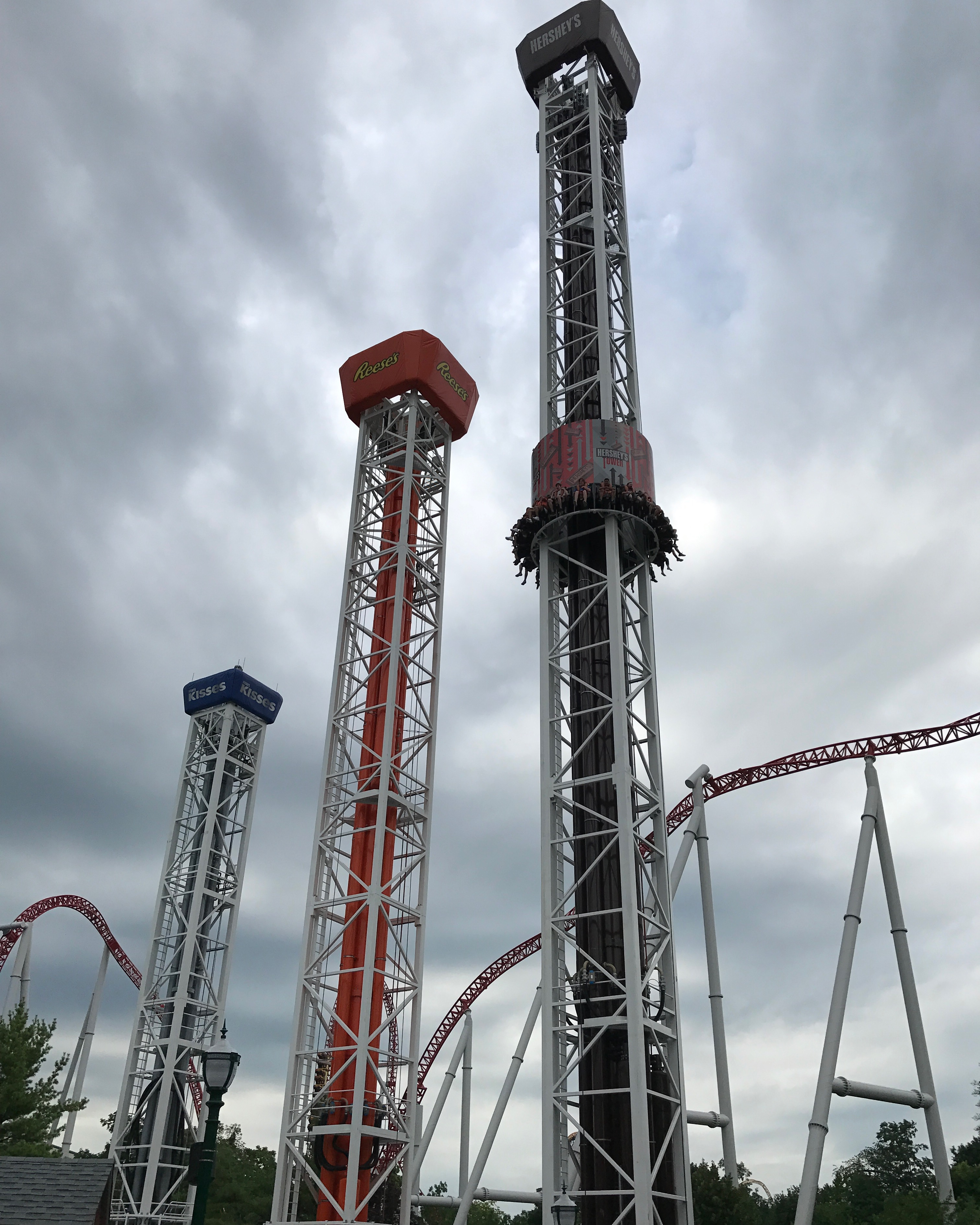
Hershey Triple Tower

- Balloon Flite - (1982), Bradley and Kaye
- Carrousel - Carrousel (1945), Philadelphia Toboggan Coasters
- Dry Gulch Railroad - Train (1961), Crown Metal Products
- Fender Bender - Autos tamponneuses (1997), Reverchon Industries
- Ferris Wheel - Grande roue (1997), Chance Industries, Inc.
- Frontier Flyers - Flying Scooters (2003), Larson International
- Hershey Triple Tower - Triple tours de chute (2017), S&S - Sansei Technologies
- Howler - Tornado (2008), Wisdom Industries
- Kissing Tower - Tour d'observation (1975), Waagner Biro AG
- Merry Derry Dip Fun Slides - Toboggan (1999)
- Monorail - Monorail (1969), Universal Design Limited
- Music Express - Music Express (1999), Moser's Rides
- Pirate - Bateau à bascule (1980), Huss Park Attractions
- Reese's Cupfusion - Parcours scénique interactif (2019), Sally Dark Rides
- Rodeo - (1978), Chance Manufacturing Company, Inc.
- Scrambler - Scrambler (1972), Eli Bridge Company
- Skyview - Téléphérique (1966), Universal Design Limited
- Starship America - Rotor Jet (2005), Kasper Klaus
- Tea Cups - Tasses (2014), Zamperla
- The Claw - (2003), Chance Morgan
- Tidal Force - Bûches  (mai 1994)
- Tilt-A-Whirl - Tilt-A-Whirl (1983), Sellner Manufacturing
- Twin Turnpike - Balade en voiture (1975), Arrow Dynamics
- Wave Swinger - Chaises volantes (1982), Zierer
- Whip - Whip (1997), Rideworks